# زنجیره کشتار
زنجیرهٔ کشتار (به انگلیسی: Kill Chain) نام فیلمی است در ژانر اکشن و نئو-نوآر به کارگردانی کن سانزل و محصول ۲۰۱۹ آمریکا. در این فیلم نیکلاس کیج، انریکو کولانتونی، رایان کوانتن و انبل آکوستا به ایفای نقش پرداخته‌اند.

## داستان
فیلم در یک هتل آغاز می‌شود، جایی که دو مرد مسلح وارد آن می‌شوند و قصد کشتن صاحب هتل (با بازی نیکلاس کیج) را دارند. صاحب هتل از آنها می‌خواهد که قبل از به قتل رساندن او به داستانش گوش دهند و هر گاه خسته شدند وی را به قتل برسانند. در این هنگام یک دختر لاتین سرخ‌پوش (با بازی انبل آکوستا) در طبقهٔ بالای هتل شاهد گفتگوی آنهاست. در همین حین یک قاتل تک‌تیرانداز مسن در دام تک‌تیرانداز دیگری افتاده، تک‌تیرانداز دوم پس از اینکه تصور کرد که تک‌تیرانداز اول را به قتل رسانده به محلی که چند الماس به عنوان پاداش کارش جاساز شده می‌رود، ولی پس از برداشتن الماس‌ها توتن با لباس پلیس او را دستگیر می‌کنند و الماس‌ها را می‌گیرند. در بین راه پس از یک مشاجره، یکی از دو پلیس تک‌تیرانداز را می‌کشد. سپس این دو پلیس در بیم و طمع به جان هم می‌افتند، یکی زخمی و دیگری کشته می‌شود. پلیس زخمی به مخفی‌گاهی می‌رود که دختر سرخ‌پوش ابتدای فیلم در آنجا در انتظار اوست. سپس گروهی وارد صحنه می‌شوند و دخترک با الماس‌ها از چنگ ایشان می‌گریزد و به هتلی که فیلم در آن آغاز شد پناه می‌برد. از این پس رازهای فیلم کم‌کم آشکار می‌شوند.